# Carsix
Carsix är en kommun i departementet Eure i regionen Normandie i norra Frankrike. Kommunen ligger i kantonen Bernay-Est som tillhör arrondissementet Bernay. År 2018 hade Carsix 283 invånare.

## Befolkningsutveckling
Antalet invånare i kommunen Carsix
Referens:INSEE